# ساعت هماهنگ جهانی
ساعت هماهنگ جهانی (به انگلیسی: Coordinated Universal Time) به اختصار: یوتی‌سی (به انگلیسی: UTC) یک معیار زمان برای تعیین ساعت‌ها و اختلافات زمانی در سراسر جهان است.
ساعت هماهنگ جهانی تنها ۰٫۹ ثانیه با ساعت گرینویچ اختلاف دارد و برای بسیاری از کاربردهای روزمره چنین اختلافی قابل صرف‌نظر کردن است.
در هنگام تعیین مخفف این عبارت، فرانسویان اصرار کردند که باید عبارت فرانسوی آن مخفف گردد که در نهایت تصمیم بر آن شد که از یوتی‌سی استفاده شود که نه مخفف انگلیسی آن سی‌یوتی (به انگلیسی: CUT: coordinated universal time) و نه مخفف فرانسوی آن تی‌یوسی (به فرانسوی: TUC: temps universel coordonné) است.

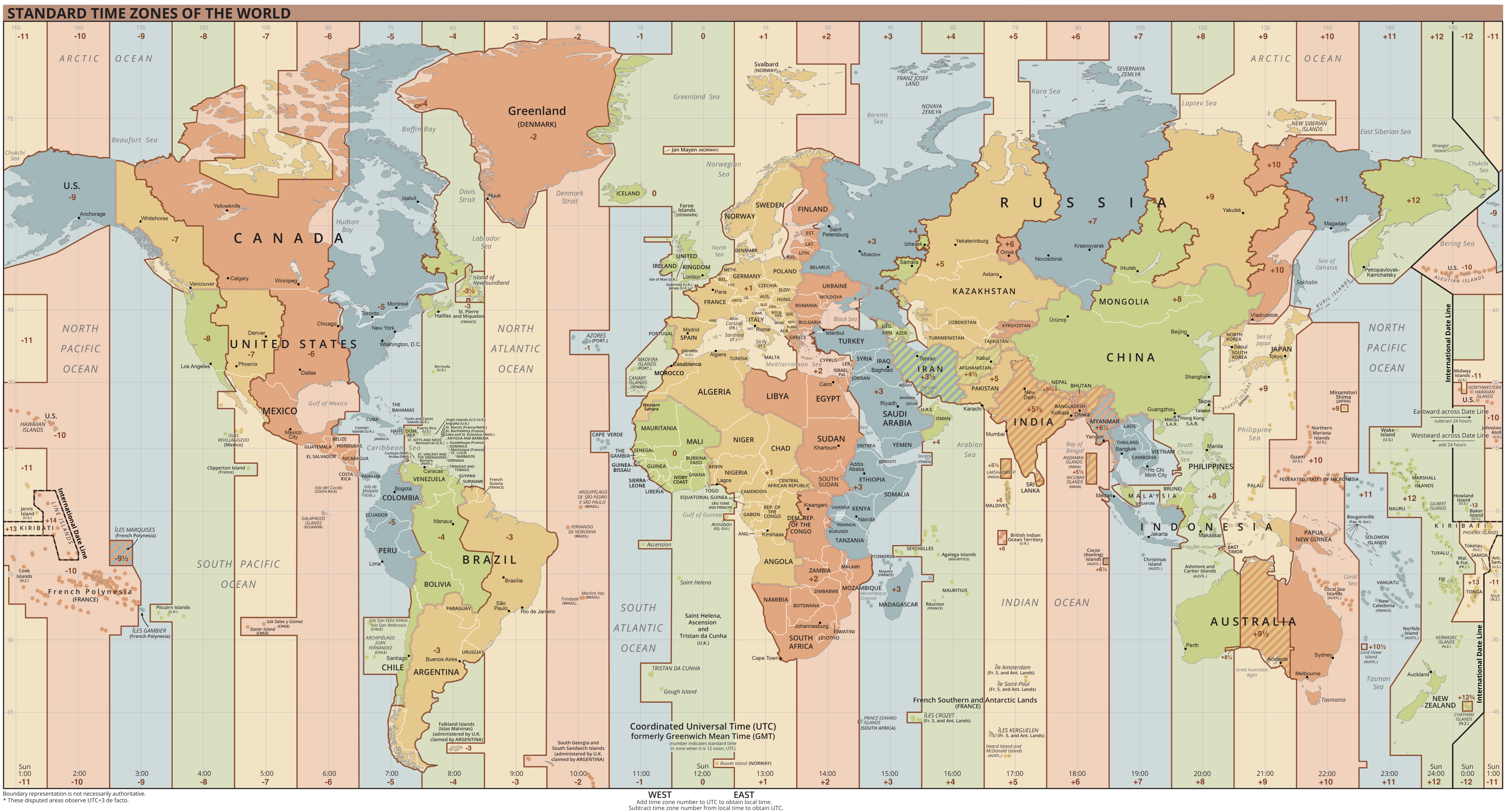
نقشه ای از منطقه‌های زمانی کنونی

## کاربرد
هر منطقه زمانی از کرهٔ زمین با توجه به اختلاف مثبت یا منفی‌ای که با ساعت هماهنگ جهانی دارد تعیین می‌گردد. همچنین از ساعت هماهنگ جهانی در سرعت‌نگار خودروها در تریلی‌هایی که در اتحادیهٔ اروپا تردد می‌کنند، استفاده می‌شود.